# Dohrniphora papuana
Dohrniphora papuana är en tvåvingeart som beskrevs av Charles Thomas Brues 1905. Dohrniphora papuana ingår i släktet Dohrniphora och familjen puckelflugor. Inga underarter finns listade i Catalogue of Life.